# Franz Reiß
Franz Alois Reiß, též František Alois Reiss (7. srpna 1807 – 27. března 1861 Praha), byl český a rakouský lékař, vysokoškolský pedagog a politik německé národnosti, během revolučního roku 1848 poslanec Říšského sněmu.

## Biografie
Pocházel z krkonošského Maršova. Působil jako profesor farmakologie a všeobecné terapie na Karlo-Ferdinandově univerzitě v Praze. Publikoval německy. V roce 1851 vyšly jeho přednášky Grundzüge der Pharmakognosie zum Behufe seiner Vorlesungen. Podílel se na vzniku fakultního časopisu VHP, kam přispíval recenzemi a referáty, zejména z oboru farmakologie a balneologie.
Během revolučního roku 1848 se zapojil i do politiky. Ve volbách roku 1848 byl zvolen do ústavodárného Říšského sněmu. Oženil se s Theresii Tittel (1826–1887) dne 30. června 1845 v Kostele sv. Havla v Praze a měli spolu 3 děti, kterými byli JUDr. Johann Reiß (1849–1907), JUDr. Franz R. (*1849) a Carolina Reiß (*1847). Jeho švagr byl Emanuel Broudre (1814–1878). Zastupoval volební obvod Trutnov. Uváděn je jako privátní docent z Prahy. Patřil ke sněmovnímu bloku liberální levice.
Zemřel v březnu 1861.